# Eremophila veneta
Eremophila veneta är en flenörtsväxtart som beskrevs av Chinnock. Eremophila veneta ingår i släktet Eremophila och familjen flenörtsväxter. Inga underarter finns listade i Catalogue of Life.